# ألبي بيرسون
ألبي بيرسون (بالإنجليزية: Albie Pearson) هو لاعب كرة قاعدة أمريكي، ولد في 12 سبتمبر 1934 في ألهامبرا في الولايات المتحدة.

## وصلات خارجية
- ألبي بيرسون على موقعبيزبول رفرنس.كوم (الدوري الرئيسي) (الإنجليزية)